# CPI do BNDES

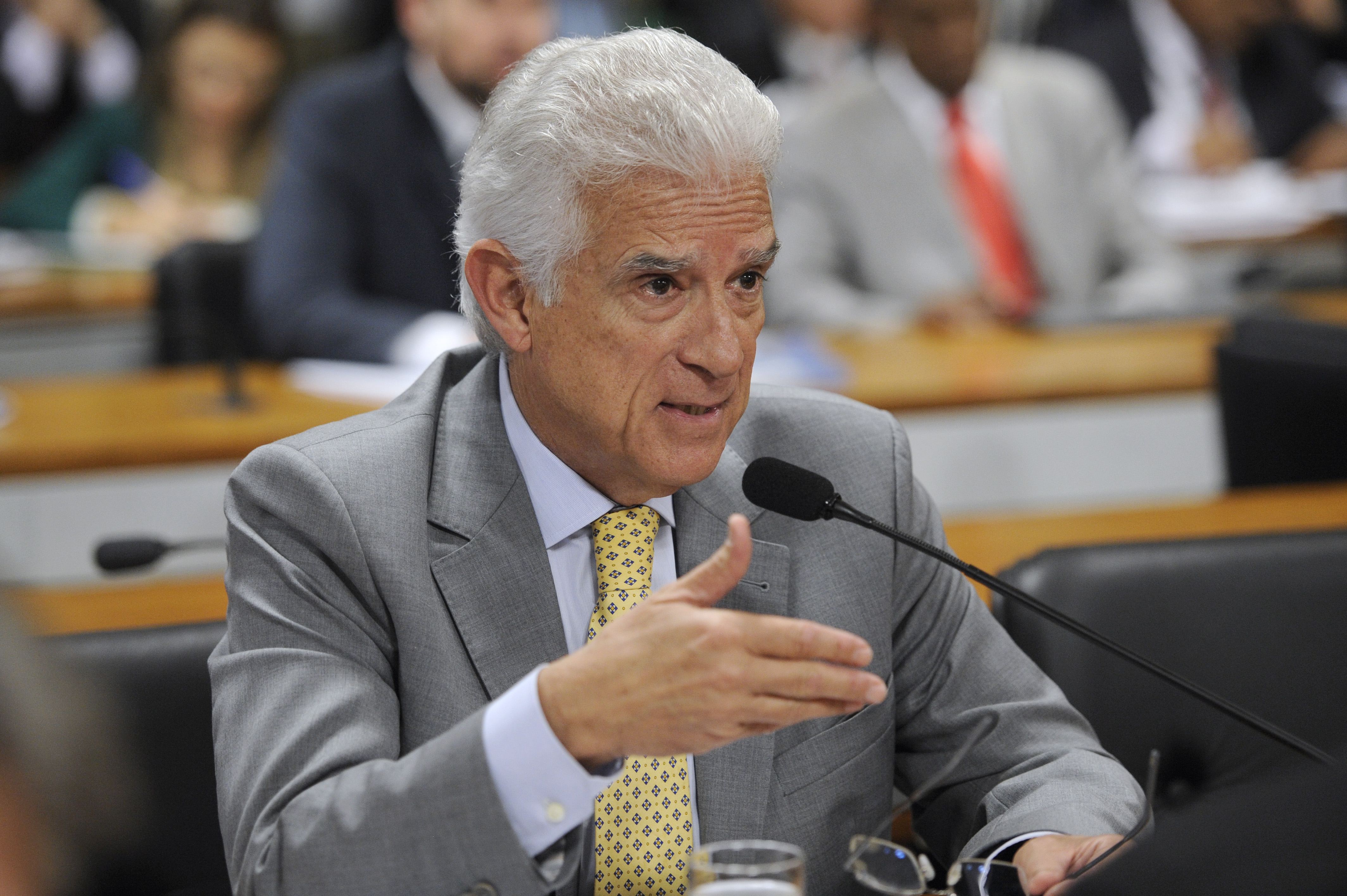
O deputado Rubens Bueno (autor do requerimento da CPI do BDNES) em outra Comissão Parlmentar de Inquérito, CPI da Petrobras.

A CPI do BNDES foi uma Comissão Parlamentar de Inquérito criada em 12 de julho de 2015 para investigar supostas irregularidades ocorridas entre os anos de 2003 e 2015 envolvendo o Banco Nacional de Desenvolvimento Econômico e Social (BNDES). O requerimento de criação da comissão foi do deputado federal Rubens Bueno.
O relator da comissão foi deputado José Rocha (PR-BA).

## Prejuízos
No perído em que é investigado pela CPI, o BNDES teve grandes prejuízos em algumas de suas operações. Uma delas foi a empresa de laticínios LBR presidida por Nelson Bastos e que a época pertencia a holding Laep Investments, prejuízo este que superou R$ 700 milhões.
De acordo com o Tribunal de Contas da União (TCU), o frigorífico JBS pode ter gerado perda de pelos menos R$ 800 milhões.
Os deputados aprovaram também um requerimento de informações sobre todas as operações do banco com o grupo EBX, do empresário Eike Batista, em razão das perdas que teve com o grupo.
Na convocação de Eike Batista, em três horas e meia de depoimento à CPI do BNDES, Eike negou suspeitas de que tenha feito pagamento de propina em troca de contratos para a fabricação de navios-plataforma para a Petrobras. A denúncia de pagamento de propina foi feita por Fernando Soares, um dos delatores da Operação Lava Jato.

## Investigações de financiamento no exterior
Ao final de agosto de 2015, foram aprovadas convocações do então vice-presidente do banco, Wagner Bittencourt de Oliveira, e da diretora da área de comércio exterior, Luciene Machado. Financiamentos do banco para projetos em outros países, como Cuba e Venezuela, são um dos principais focos da CPI, junto com o financiamento das empreiteiras envolvidas na Operação Lava Jato.

## Relatório e conclusão
Em seu relatório setorial, o deputado Alexandre Baldy (PSDB-GO) disse ter identificado indícios de gestão fraudulenta e prevaricação praticada por Luciano Coutinho, então presidente do BNDES.
O líder do PT na CPI, Carlos Zarattini disse que os pedidos de indiciamentos não são fundamentados em provas que atestem qualquer irregularidade, e se configuram apenas como atos políticos.
Em fevereiro de 2016, a CPI do BNDES chegou ao fim sem pedidos de indiciamento.